# Піткярантський район
 Піткярантський район (карел. Pitkänrannan piiri, рос. Питкярантский район) — адміністративна одиниця Республіки Карелія Російської Федерації.
Адміністративний центр — місто Піткяранта.

## Географія
Район розташований в південно-західній частині Республіки Карелія уздовж північно-східного узбережжя Ладозького озера.
Піткярантський район прирівняний до районів Крайньої Півночі.
Межує з іншими районами Республіки Карелії:
- Суоярвський район
- Пряжинський район
- Олонецький район
- Сортавальський район

## Клімат
Клімат м'який, континентальний, з рисами морського. Середня температура січня -9.4 °C, липня +16.1 °C.

## Економіка
Провідне місце за обсягом продукції, що випускається в районі займають лісозаготівля, деревообробка, целюлозно-паперова промисловість та гірничопромисловий комплекс.